# Sosístrat I de Siracusa
Sosístrat I de Siracusa (llatí: Sosistratus, en grec antic: Σωσίστρατος «Sosístratos») fou un dirigent a Siracusa que compartia el poder amb Heraclides, uns anys abans de la pujada al poder d'Agàtocles.
Diodor de Sicília els descriu com a traïdors, sanguinaris i criminals, però la part en què mencionava la seva pujada al poder s'ha perdut. Van dirigir l'expedició enviada per Siracusa en suport de Crotona contra els brucis i després una altra expedició que va assetjar Rhègion.
Sosístrat hauria obtingut la direcció suprema de l'exèrcit i després va ser considerat tirà absolut de Siracusa, segons sembla quan el partit oligàrquic de la ciutat va triomfar en una revolució interna. Al cap de poc va ser expulsat de Siracusa junt amb 600 homes per una contrarevolució del partit democràtic; va esclatar la guerra entre els demòcrates, que dominaven la ciutat, i els exiliats que tenien el suport cartaginès.
Finalment els exiliats, que van mantenir els territoris que ocupaven, van aconseguir de tornar a la ciutat, però potser Sosístrat va ser exclòs de l'acord que va permetre tornar a instaurar l'oligarquia, ja que el seu nom no apareix a les revolucions posteriors que van acabar amb la pujada al poder d'Agàtocles l'any 317 aC.
L'any 314 aC torna a aparèixer, quan era un dels més actius exiliats siracusans reunits a Agrigent, des d'on van continuar la guerra contra Agàtocles. El lloc destacat que ocupava li va fer guanyar l'enemistat de l'espartà Acròtat, cridat pels habitants d'Agrigent per lluitar contra Agàtocles, fins al punt que va intentar assassinar-lo. Poliè diu que Sosístrat va assumir el poder després d'Agàtocles, però la història que explica és totalment incompatible amb la narrada per Diodor de Sicília.